# Cerro Pelado (Panama)
Cerro Pelado è un comune (corregimiento) della Repubblica di Panama situato nel distretto di Ñürüm, comarca di Ngäbe-Buglé. Si estende su una superficie di 31,5 km² e conta una popolazione di 2.361 abitanti (censimento 2010).